# Periestes comorensis
Periestes comorensis là một loài thực vật có hoa trong họ Ô rô. Loài này được (Baker) Lindau mô tả khoa học đầu tiên năm 1895.